# Metepedanus venator
Metepedanus venator is een hooiwagen uit de familie Epedanidae.